# 1661
1661 (MDCLXI) var ett normalår som började en lördag i den gregorianska kalendern och ett normalår som började en tisdag i den julianska kalendern.

## Händelser

### Januari
- 30 januari – Den engelske lordprotektorn Oliver Cromwell avrättas postumt tre år efter sin naturliga död.

### Mars
- 28 mars – Erik Dahlbergh får kungligt privilegium att författa planschverket Suecia antiqua et hodierna, som skall skildra det svenska stormaktsväldet.

### Juni
- 21 juni – Fred sluts mellan Sverige och Ryssland i Kardis. Stolbovafreden från 1617 bekräftas.

### Juli
- 16 juli – Palmstruchska banken (Stockholm Banco) ger ut de första sedlarna i Europa.

### Augusti
- 14 augusti – Norrmännen påbörjar bygget av Fredrikstens fästning vid Halden, den nya gränsen mot Sverige, sedan Bohus fästning tre år tidigare har blivit svensk.

### Oktober
- 26 oktober – Sverige och Danmark undertecknar Nasselbackatraktaten, som reglerar gränsen mellan det norska Østfold och Bohuslän, som Sverige har erövrat tre år tidigare genom freden i Roskilde 1658.

### December
- 30 december – En brand härjar på Drottningholms slott som måste återuppbyggas.[1]

### Okänt datum
- Riksskattmästare Gustaf Bonde drar upp riktlinjer för Sveriges ekonomi. Då statsskulden är enorm förespråkas sparsamhet på många områden, särskilt krig.
- Nils Brahe d.y. förhandlar fram ett preliminärt vänskaps- och handelsfördrag mellan Sverige och England.
- Sverige sluter förbund med Danmarks fiende i söder, hertigen av Holstein-Gottorp.
- Man beslutar att riva Gamla Älvsborgs fästning och att använda stenen till Nya Älvsborg och Göteborgs stad.
- Kungliga biblioteket i Stockholm får i uppdrag att arkivera ett exemplar av varje svensk trycksak.
- Den franske kungen Ludvig XIV grundar L'Académie Royale de Danse som skall komma att bli betydelsefull för balettens utveckling som dansform.

## Födda
- 6 november – Karl II, kung av Spanien, Neapel och Sicilien från år 1665.
- 18 december – Christopher Polhem (född Polhammar), svensk uppfinnare och industrialist.
- Rika Maja, samisk nåjd.

## Avlidna
- 5 februari – Shunzhi, manchuisk monark, den förste kejsaren av Qing-dynastin som härskade över Kina.
- 9 mars – Jules Mazarin, fransk statsman och kardinal.
- 11 april – Mary Bankes, engelsk krigshjältinna.
- 27 maj – Archibald Campbell, skotsk markis och 8:e earl av Argyll.
- 19 november – Lars Kagg, svensk greve, riksråd och fältmarskalk, riksmarsk sedan 1660.
- 7 december – Ariana Nozeman, nederländsk skådespelare.
- María de Zayas, spansk författare (död detta år eller 1647).

### Fotnoter
1. ↑  ”Värmlands brandhistoriska klubb”. Arkiverad från originalet den 12 oktober 2011. https://www.webcitation.org/62NB7kO36?url=http://www.brandhistoriska.org/olyckor_se.html. Läst 25 mars 2011.